# روبرتو شال
روبرتو شال (بالإسبانية: Roberto Chale)‏ (مواليد 24 نوفمبر 1946) هو لاعب كرة قدم بيروفي. لعب مع منتخب بيرو لكرة القدم. سبق له أن لعب في كأس العالم لكرة القدم مع منتخب بلاده.

## وصلات خارجية
- روبرتو شال على موقع الاتحاد الدولي (مؤرشف)  (الإنجليزية)
- روبرتو شال على موقع قاعدة بيانات كرة القدم.إي يو (الإنجليزية)
- روبرتو شال على موقع ناشيونال فوتبول تيمز (الإنجليزية)
- روبرتو شال على موقع Soccerway.com (الإنجليزية)
- روبرتو شال على موقع عالم كرة القدم.نت (الإنجليزية)